# AbeBooks
AbeBooks (Advanced Book Exchange) es una librería de Internet, creada en 1996 y comprada en 2008 por Amazon. Tiene más de 140 millones de libros (nuevos, de segunda mano, antiguos, raros, curiosos o agotados) puestos a la venta por más de 13 500 libreros del mundo.
AbeBooks sirve de intermediario entre los compradores y un conjunto de librerías independientes, que en su mayoría son pequeñas empresas. Los libreros incorporan su catálogo a la base de datos de AbeBooks, dando información sobre cada libro (descripción, estado del libro y precio).
La sección española de AbeBooks se llama Iberlibro.